# 短頭紅杜父魚
短頭紅杜父魚，為輻鰭魚綱鮋形目杜父魚亞目隱棘杜父魚科的其中一種，為溫帶海水魚，分布於西北太平洋日本海域，棲息深度可達100公尺，體長可達15公分，棲息在底層水域，生活習性不明。

## 扩展阅读
維基物種上的相關：短頭紅杜父魚